# آيت الخنوس (اسرير)
آيت الخنوس هي إحدى مشيخات المملكة المغربية، تتبع جغرافيا لإقليم كلميم وإداريًا لاسرير. يقدر عدد سكانها بـ 1066 نسمة حسب الإحصاء الرسمي للسكان والسكنى لسنة 2004.